# Münir Özkul
Münir Özkul (Istambul, 15 de agosto de 1925 - Istambul, 5 de janeiro de 2018) foi um ator de teatro e cinema turco.